# آلبر تسرستوان
آلبر تسرستوان (به فرانسوی: Albert t'Serstevens) نویسنده قرن نوزدهم میلادی اهل فرانسه بود.